# Nicola Vaccai
Nicola Vaccai (ur. 15 marca 1790 w Tolentino, zm. 5 lub 6 sierpnia 1848 w Pesaro) – włoski kompozytor oraz nauczyciel śpiewu. Studiował w Rzymie i Neapolu rozpoczął karierę w Wenecji, początkowo zarabiając na życie przez pisanie baletów i praktycznych ćwiczeń uczących poprawnej techniki wokalnej. W 1836 został profesorem w konserwatorium w Mediolanie. Napisał 17 oper, m.in. I solitari di Scozia (Neapol 1815), Giulietta e Romeo (Mediolan 1825), 4 balety, kantaty, arie oraz 2 szkoły śpiewu. Jego podręcznik do nauki śpiewu Metodo pratico di canto italiano per camera (Londyn 1832) do dziś jest używany w szkolnictwie muzycznym.

## Opera
| Tytuł                                                     | Miasto i teatr                         | Data premiery                                        |
| --------------------------------------------------------- | -------------------------------------- | ---------------------------------------------------- |
| I solitari di Scozia                                      | Neapol, Teatro Nuovo                   | 18 lutego 1815                                       |
| Malvina                                                   | Wenecja, Teatro San Benedetto          | 8 czerwca 1816                                       |
| Il lupo di Ostenda, ossia L'innocenza salvata dalla colpa | Wenecja, Teatro San Benedetto          | 17 czerwca 1818                                      |
| Pietro il grande, ossia Un geloso alla tortura            | Parma, Teatro Ducale, now Teatro Regio | 17 stycznia 1824                                     |
| La pastorella feudataria                                  | Turyn, Teatro Carignano                | 18 września 1824                                     |
| Zadig ed Astartea                                         | Neapol, Teatro San Carlo               | 21 lutego 1825                                       |
| Giulietta e Romeo                                         | Mediolan, Teatro della Canobbiana      | 31 października 1825                                 |
| Bianca di Messina                                         | Turyn, Teatro Regio                    | 20 stycznia 1826                                     |
| Il precipizio, o Le fucine di Norvegia                    | Mediolan, Teatro alla Scala            | 16 sierpnia 1826                                     |
| Giovanna d'Arco                                           | Wenecja, Teatro La Fenice              | 17 lutego 1827                                       |
| Saladino e Clotilde                                       | Mediolan, Teatro alla Scala            | 4 lutego 1828                                        |
| Azmir e Netzareo                                          | Madryt, Principe                       | 28 czerwca 1828                                      |
| Alexi                                                     | Neapol, Teatro San Carlo               | 6 lipca 1828                                         |
| Saul                                                      | Neapol, Teatro San Carlo               | 11 marca 1829, ale skomponowany pomiędzy 1825 i 1826 |
| Giovanna Gray                                             | Mediolan, Teatro alla Scala            | 23 lutego 1836                                       |
| Marco Visconti                                            | Turyn, Teatro Regio                    | 27 stycznia 1838                                     |
| La sposa di Messina                                       | Wenecja, Teatro La Fenice              | 2 marca 1839                                         |
| Virginia                                                  | Rzym, Teatro Apollo                    | 14 stycznia 1845                                     |